# Raspailia formidabilis
Raspailia formidabilis är en svampdjursart som beskrevs av Hanitsch 1895. Raspailia formidabilis ingår i släktet Raspailia och familjen Raspailiidae. Inga underarter finns listade i Catalogue of Life.